# Prevalle
Prevalle är en ort och kommun i provinsen Brescia i regionen Lombardiet i Italien. Kommunen hade 6 950 invånare (2018).